# Roger Tallon

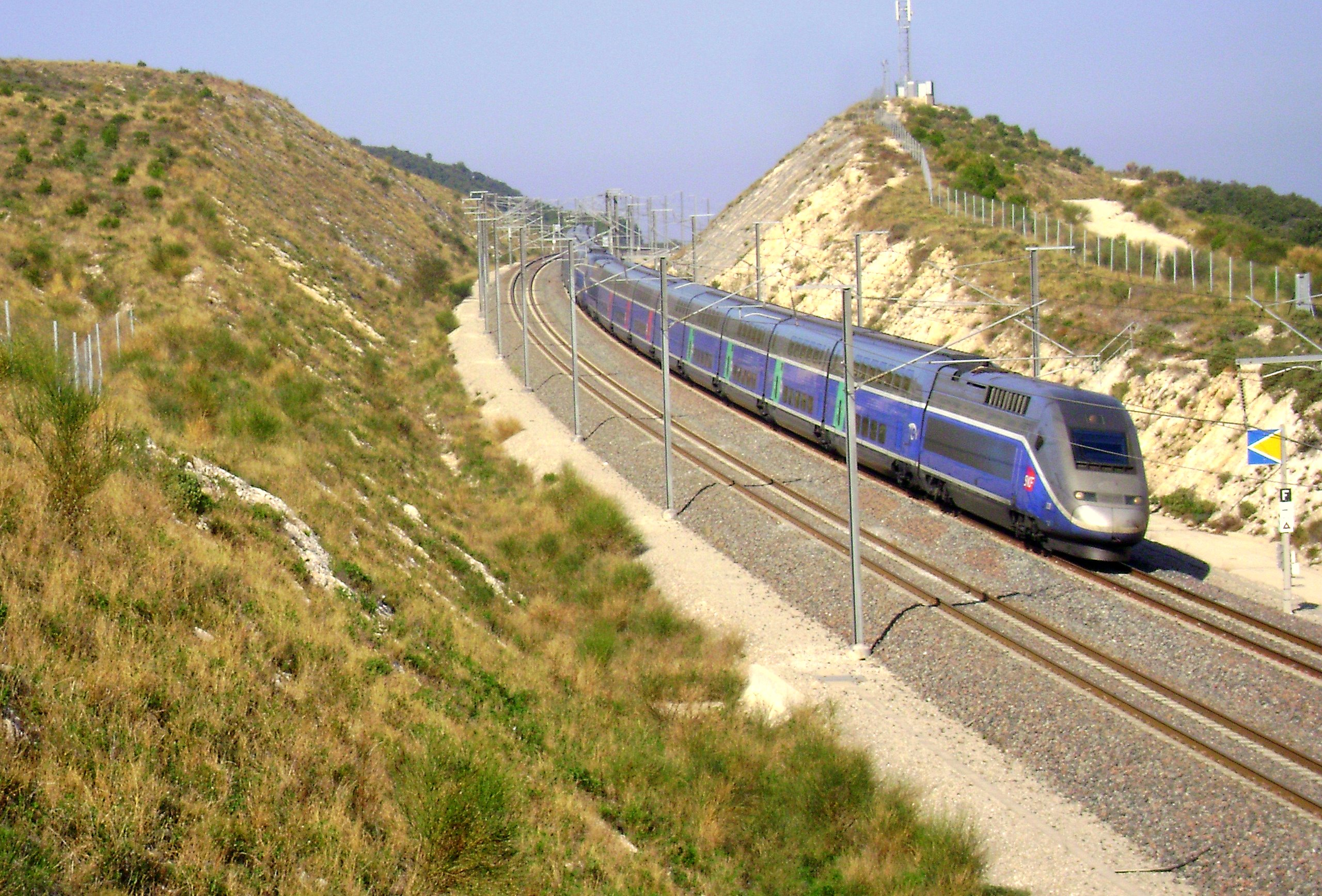
Ett TGV typ Duplex mot Avignon

Roger Tallon, född i Paris den 6 maj 1929, död den 20 oktober 2011 var en fransk industridesigner som tillhörde pionjärerna inom fransk industridesign. Han designade bordssilver, kylskåp, skrivmaskiner och mycket annat. Men blev kanske mest känd för sina arbeten med stora industriprojekt för den franska staten såsom snabbtåget TGV och snabbmetron RER i Paris.